# زامنهوف ۱۴۶۲
سیارک ۱۴۶۲ (به انگلیسی: 1462 Zamenhof، نامگذاری:1938CA) هزار و چهارصد و شصت و دومین سیارک کشف شده‌است که در ۶ فوریه ۱۹۳۸ کشف شد. قدر مطلق سیارک برابر ۱۰٫۸۰ است. قطر این سیارک در حدود ۲۶ کیلومتر است و در ۶ فوریه ۱۹۳۸ بدست یریو وایسالا کشف شد.
کاشف آن، به افتخار لودویک زامنهوف (بنیان‌گذار زبان اسپرانتو)، نام زامنهوف را روی آن گذاشته و سیارک دیگری را نیز اسپرانتو ۱۴۲۱ نامیده‌است.